# Parafia Najświętszej Maryi Panny Nieustającej Pomocy w Przemyślu
Parafia Najświętszej Maryi Panny Nieustającej Pomocy w Przemyślu – parafia rzymskokatolicka pod wezwaniem Najświętszej Maryi Panny Nieustającej Pomocy w Przemyślu, należąca do dekanatu Przemyśl III w archidiecezji przemyskiej. Erygowana w 1917 roku. Mieści się przy ulicy Zielińskiego.

## Historia
2 grudnia 1906 roku mieszkańcy dzielnicy Błonie podjęli decyzję o budowie kościoła. Teren pod budowę przekazał Jan Wołyniec, a poświęcenie miejsca nastąpiło w maju 1908 roku. Kościół murowany według projektu arch. inż. Stanisława Majerskiego zbudowano w stylu neogotyckim w latach 1908-1911. Kamień węgielny został położony 4 października 1908 roku przez bp Józefa Sebastiana Pelczara. 11 listopada 1911 roku bp Józef Sebastian Pelczar poświęcił nowy kościół. 
W latach 60. XX wieku zaczęły się pojawiać pęknięcia ścian kościoła. W latach 1999–2000 wykonano żelbetowe wzmocnienie spękanych murów fundamentowych. W 2002 roku wykonana remont dachu kościoła. W latach 2002–2003 wykonano rewaloryzację elewacji ścian ceglanych. 
Pierwszym zarządcą kościoła został ks. Andrzej Łukasiewicz, a od 1912 roku rektorem i katechetą był ks. Adam Leja.
Proboszczowie parafii:
1924. ks. ks. Teofil Górnicki (ekspozyt).
1925–1930. Kolegium wikariuszy Katedry (administracja excurrendo).
1930–1936. ks. Mikołaj Drużbacki (administrator excurrendo z katedry).
1936–1969. ks. Franciszek Twardzicki.
1969–1995. ks. prał. Tadeusz Koński.
1995–1998. ks. Czesław Prucnal.
1998– nadal ks. prał. Stanisław Ozóg.

## Terytorium parafii
Na terenie parafii jest 3 800 wiernych mieszkających przy ulicach: Aleje Solidarności (nr 4 i 5), Batorego, Bilana, Bohaterów Getta (nr 22-36), Czarnieckiego (numery parzyste: 22 i 74, numery nieparzyste: 33-39), Dąbrowskiego, Dworskiego (numery nieparzyste od 69 do końca i parzyste od 94 do końca), Fedkowicza, Gomólki, Grażyny, Harcerska, Jasińskiego, Kapuścińskiego, Klaczki, Korzeniowskiego, Krównicka, Lwowska (numery nieparzyste od 1-19 i parzyste od 2-32), Łozowa, Mariacka, Mickiewicza (numery nieparzyste od 51 do 73 i parzyste od 36 do końca), Mierosławskiego, ks. Mogilnickiego, Niebielaka, Nowa, Nowowiejskiego, Pocztowa, Rozdroże, Siemiradzkiego, Sybiraków, Syrokomli, Szańcowa (numery nieparzyste od 57 do 105 i parzyste od 80 do 100), Szymanowskiego, Śniadeckich, Topolowa (numery nieparzyste 1-21 i parzyste 2-14), Trentowskiego, Wernyhory, Wilczańska (numery nieparzyste 1-7 i parzyste 10-22), Wincentego Pola, Wiśniowskiego Teofila, Wozowa (numery 28, 30, 33), Zacisze, Zamoyskiego, Zana, Zbożowa, Zielińskiego, Zielona, Ziemiańskiego, Zyblikiewicza, Żołnierzy I Armii Wojska Polskiego (numer 5 i wszystkie parzyste).